# Dzsamál Hasogdzsi
Dzsamál Ahmed Hasogdzsi (arabul جمال خاشقجي [Jamāl Khāshuqjī], angol nyelvterületen Jamal Khashoggi, Medina, 1958. október 13. – Isztambul, 2018. október 2.) eltűnt (meggyilkolt) szaúd-arábiai újságíró.

## Élete
A szaúdi abszolút monarchiát élesen bíráló cikkei miatt 2018. október 2-án Szaúd-Arábia isztambuli nagykövetségén eltűnt.
Feltételezések szerint Mohamed bin Szalmán szaúdi koronaherceg emberei megkínozták és megölték.